# Trophée NHK 2017
 (mai 2024).
Navigation
Édition précédente Édition suivante
Le Trophée NHK (en japonais NHK杯国際フィギュアスケート競技大会, en anglais : NHK Trophy) est une compétition internationale de patinage artistique qui se déroule au Japon au cours de l'automne. Il accueille des patineurs amateurs de niveau senior dans quatre catégories: simple messieurs, simple dames, couple artistique et danse sur glace.
Le trente-neuvième Trophée NHK est organisé du 10 au 12 novembre 2017 au Gymnase municipal d'Osaka à Osaka. Il est la quatrième compétition du Grand Prix ISU senior de la saison 2017/2018.

## Résultats

### Messieurs
| Rang    | Nom              | Pays       | Points | Programme court | Programme court | Programme libre | Programme libre |
| ------- | ---------------- | ---------- | ------ | --------------- | --------------- | --------------- | --------------- |
| 1       | Sergey Voronov   | Russie     | 271.12 | 1               | 90.06           | 1               | 181.06          |
| 2       | Adam Rippon      | États-Unis | 261.99 | 4               | 84.95           | 2               | 177.04          |
| 3       | Alexei Bychenko  | Israël     | 252.07 | 2               | 85.52           | 3               | 166.55          |
| 4       | Jason Brown      | États-Unis | 245.95 | 3               | 85.36           | 4               | 160.59          |
| 5       | Keegan Messing   | Canada     | 235.80 | 5               | 80.13           | 6               | 155.67          |
| 6       | Deniss Vasiļjevs | Lettonie   | 234.80 | 8               | 76.51           | 5               | 158.29          |
| 7       | Kazuki Tomono    | Japon      | 231.93 | 6               | 79.88           | 7               | 152.05          |
| 8       | Dmitri Aliev     | Russie     | 223.45 | 7               | 77.51           | 9               | 145.94          |
| 9       | Michal Březina   | Tchéquie   | 220.45 | 9               | 76.24           | 10              | 144.21          |
| 10      | Nam Nguyen       | Canada     | 214.51 | 11              | 65.82           | 8               | 148.69          |
| 11      | Hiroaki Sato     | Japon      | 199.20 | 10              | 75.95           | 11              | 123.25          |
| Forfait | Yuzuru Hanyu     | Japon      |        |                 |                 |                 |                 |

### Dames

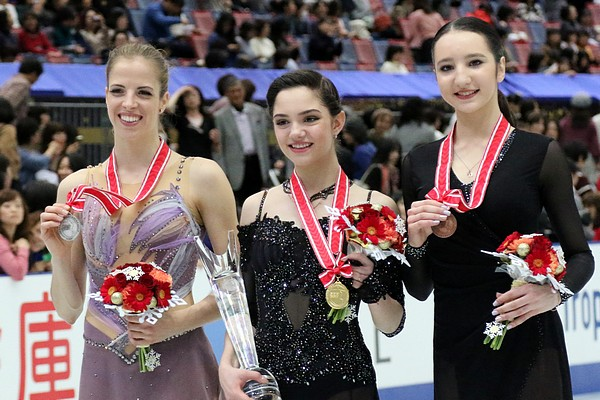
Podium des Dames

| Rang | Nom                 | Pays         | Points | Programme court | Programme court | Programme libre | Programme libre |
| ---- | ------------------- | ------------ | ------ | --------------- | --------------- | --------------- | --------------- |
| 1    | Ievguenia Medvedeva | Russie       | 224.39 | 1               | 79.99           | 1               | 144.40          |
| 2    | Carolina Kostner    | Italie       | 212.24 | 2               | 74.57           | 3               | 137.67          |
| 3    | Polina Tsurskaya    | Russie       | 210.19 | 3               | 70.04           | 2               | 140.15          |
| 4    | Mirai Nagasu        | États-Unis   | 194.46 | 5               | 65.17           | 4               | 129.29          |
| 5    | Satoko Miyahara     | Japon        | 191.80 | 6               | 65.05           | 6               | 126.75          |
| 6    | Alena Leonova       | Russie       | 190.95 | 7               | 63.61           | 5               | 127.34          |
| 7    | Rika Hongo          | Japon        | 187.83 | 4               | 65.83           | 7               | 122.00          |
| 8    | Yuna Shiraiwa       | Japon        | 171.94 | 8               | 57.34           | 8               | 114.60          |
| 9    | Mariah Bell         | États-Unis   | 166.04 | 9               | 57.25           | 10              | 108.79          |
| 10   | Nicole Rajičová     | Slovaquie    | 159.78 | 10              | 53.36           | 11              | 106.42          |
| 11   | Alaine Chartrand    | Canada       | 159.36 | 12              | 49.60           | 9               | 109.76          |
| 12   | Park So-youn        | Corée du Sud | 135.79 | 11              | 51.54           | 12              | 84.25           |

### Couples

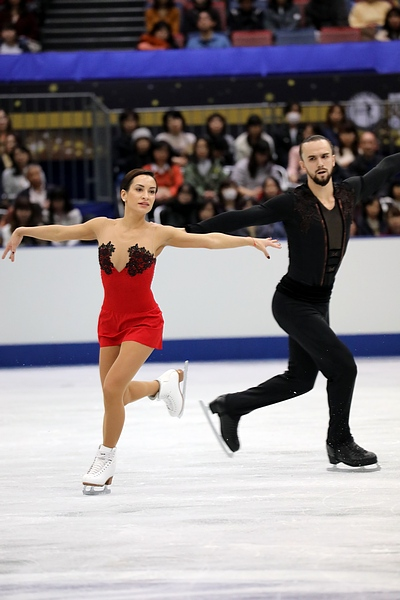
Les médaillés d'argent Ksenia Stolbova et Fedor Klimov

| Rang | Nom                                   | Pays       | Points | Programme court | Programme court | Programme libre | Programme libre |
| ---- | ------------------------------------- | ---------- | ------ | --------------- | --------------- | --------------- | --------------- |
| 1    | Sui Wenjing / Han Cong                | Chine      | 234.53 | 1               | 79.43           | 1               | 155.10          |
| 2    | Ksenia Stolbova / Fedor Klimov        | Russie     | 222.74 | 2               | 75.05           | 2               | 147.69          |
| 3    | Kristina Astakhova / Alexei Rogonov   | Russie     | 203.64 | 3               | 70.47           | 3               | 133.17          |
| 4    | Julianne Séguin / Charlie Bilodeau    | Canada     | 194.37 | 5               | 63.98           | 4               | 130.39          |
| 5    | Alexa Scimeca Knierim / Chris Knierim | États-Unis | 192.51 | 4               | 65.86           | 5               | 126.65          |
| 6    | Miriam Ziegler / Severin Kiefer       | Autriche   | 171.13 | 6               | 62.61           | 6               | 108.52          |
| 7    | Sumire Suto / Francis Boudreau-Audet  | Japon      | 156.52 | 7               | 51.69           | 7               | 104.83          |
| 8    | Miu Suzaki / Ryuichi Kihara           | Japon      | 139.98 | 8               | 44.83           | 8               | 95.15           |

### Danse sur glace
| Rang | Nom                                          | Pays        | Points | Danse courte | Danse courte | Danse libre | Danse libre |
| ---- | -------------------------------------------- | ----------- | ------ | ------------ | ------------ | ----------- | ----------- |
| 1    | Tessa Virtue / Scott Moir                    | Canada      | 198.64 | 1            | 80.92        | 1           | 117.72      |
| 2    | Madison Hubbell / Zachary Donohue            | États-Unis  | 188.35 | 2            | 76.31        | 2           | 112.04      |
| 3    | Anna Cappellini / Luca Lanotte               | Italie      | 186.56 | 3            | 75.87        | 3           | 110.69      |
| 4    | Victoria Sinitsina / Nikita Katsalapov       | Russie      | 177.15 | 4            | 72.49        | 4           | 104.66      |
| 5    | Laurence Fournier Beaudry / Nikolaj Sørensen | Danemark    | 164.40 | 6            | 65.34        | 5           | 99.06       |
| 6    | Alexandra Nazarova / Maxim Nikitin           | Ukraine     | 160.88 | 7            | 63.33        | 6           | 97.55       |
| 7    | Penny Coomes / Nicholas Buckland             | Royaume-Uni | 158.15 | 5            | 65.64        | 9           | 92.51       |
| 8    | Marie-Jade Lauriault / Romain Le Gac         | France      | 157.62 | 8            | 62.79        | 7           | 94.83       |
| 9    | Kana Muramoto / Chris Reed                   | Japon       | 156.41 | 9            | 61.82        | 8           | 94.59       |
| 10   | Misato Komatsubara / Tim Koleto              | Japon       | 132.41 | 10           | 53.83        | 10          | 78.58       |

## Source
- (en) Résultats du Trophée NHK 2017 sur le site de l'ISU